# John Muldoon
John Muldoon Jr. (2 de março de 1896 — 2 de janeiro de 1944) foi um jogador de rugby union estadunidense, campeão olímpico.

## Carreira
Ao se formar na Universidade de Santa Clara em 1919, jogou pelo Santa Clara Broncos e depois ingressou no Clube Olímpico. Muldoon integrou a equipe da Seleção dos Estados Unidos que conquistou a medalha de ouro nos Jogos Olímpicos de Verão de 1920 em Antuérpia. Na partida disputada no Estádio Olímpico em 5 de setembro de 1920, a seleção americana derrotou a favorita francesa por 8–0. Juntamente com outros medalhistas de ouro do rugby union, ele foi incluído no Hall da Fama do IRB em 2012. Ele jogou um total de duas partidas pela seleção dos EUA sem marcar nenhum ponto. Além da final do torneio olímpico, ele jogou novamente contra os franceses no dia 10 de outubro do mesmo ano. Juntamente com outros medalhistas de ouro do rugby union, ele foi incluído no Hall da Fama do IRB em 2012.